# Гарсес, Гонсало
Гонса́ло Гарсе́с (исп. Gonzalo Garcés; род. 16 августа 1974, Буэнос-Айрес) — аргентинский писатель и журналист.

## Биография
С 16 лет публиковался как журналист. Поступил на философский факультет Буэнос-Айресского университета, но через несколько лет бросил учёбу и в 1995 переехал в Европу. Жил в Германии, Франции, Испании. С 2007 жил в Сантьяго, в 2011 поселился в Барселоне. Преподавал. Публикуется в газетах Чили, Аргентины, Испании.

## Романы
- 1997: Diciembre/ Декабрь
- 2000: Los impacientes/ Нетерпеливые (премия Библиотеки Бреве)
- 2003: El futuro/ Будущее (переизд.2008)
- 2012: El miedo/ Страх
- 2014: Hacete hombre

## Признание
Роман «Нетерпеливые» был хорошо принят критиками, его высоко оценили Карлос Фуэнтес и Гильермо Кабрера Инфанте. В 2007 году в рамках Международной книжной ярмарки в Боготе Гонсало Гарсес был включён в список 39 наиболее значительных писателей Латинской Америки в возрасте до 39 лет (см. Архивная копия от 4 июня 2010 на Wayback Machine).